# 小行星8929
小行星8929（英語：8929 Haginoshinji）是一颗围绕太阳公转的小行星。1996年12月29日，小林隆男在大泉天文台发现了此天体。
这颗小行星的绝对星等为315.18817等。